# Basile II d'Ani
Basile II d'Ani ou Barsegh II Anetsi (en arménien Բարսեղ Բ.Անեցի) est anti-Catholicos de l'Église apostolique arménienne de 1195 à 1206.

## Biographie
Selon Cyrille Toumanoff, Basile II d’Ani appartient à la famille des Pahlavouni puisqu’il est le fils du prince Grigor-Apirat, mort en 1099/1100, et le neveu du Catholicos Basile Ier.
La déposition en 1194 de son lointain cousin Grégoire V Karavège et l’élection en 1195 sous la pression du prince Léon II d'Arménie de son autre parent Grégoire VI Apirat, favorable à l’entente avec l'Église catholique romaine, génère immédiatement une scission en Grande-Arménie où Basile II d’Ani est élu anti-Catholicos.
Basile II, qui réside à Ani, maintient ses prétentions jusqu’à sa mort en 1206, année où Hovhannès VI Medzabaro, élu comme successeur de Grégoire VI Apirat, devient seul Catholicos.